# Paracalliactis
Paracalliactis is een geslacht van zeeanemonen uit de klasse van de Anthozoa (bloemdieren).

## Soorten
- Paracalliactis azorica Doumenc, 1975
- Paracalliactis consors (Verrill, 1882)
- Paracalliactis lacazei Dechancé & Dufaure, 1959
- Paracalliactis mediterranea Ross & Zamponi, 1982
- Paracalliactis michaelsarsi Carlgren, 1928
- Paracalliactis rosea Hand, 1976
- Paracalliactis sinica Pei, 1982
- Paracalliactis stephensoni Carlgren, 1928
- Paracalliactis valdiviae Carlgren, 1928